# Vila Chã (Esposende)
Pour les articles homonymes, voir Vila Chã.
 (janvier 2021).
La mise en forme du texte ne suit pas les recommandations de Wikipédia : il faut le « wikifier ».
Les points d'amélioration suivants sont les cas les plus fréquents. Le détail des points à revoir est peut-être précisé sur la page de discussion.
- Les titres sont pré-formatés par le logiciel. Ils ne sont ni en capitales, ni en gras.
- Le texte ne doit pas être écrit en capitales (les noms de famille non plus), ni en gras, ni en italique, ni en « petit »…
- Le gras n'est utilisé que pour surligner le titre de l'article dans l'introduction, une seule fois.
- L'italique est rarement utilisé : mots en langue étrangère, titres d'œuvres, noms de bateaux, etc.
- Les citations ne sont pas en italique mais en corps de texte normal. Elles sont entourées par des guillemets français : « et ».
- Les listes à puces sont à éviter, des paragraphes rédigés étant largement préférés. Les tableaux sont à réserver à la présentation de données structurées (résultats, etc.).
- Les appels de note de bas de page (petits chiffres en exposant, introduits par l'outil «  Source ») sont à placer entre la fin de phrase et le point final[comme ça].
- Les liens internes (vers d'autres articles de Wikipédia) sont à choisir avec parcimonie. Créez des liens vers des articles approfondissant le sujet. Les termes génériques sans rapport avec le sujet sont à éviter, ainsi que les répétitions de liens vers un même terme.
- Les liens externes sont à placer uniquement dans une section « Liens externes », à la fin de l'article. Ces liens sont à choisir avec parcimonie suivant les règles définies. Si un lien sert de source à l'article, son insertion dans le texte est à faire par les notes de bas de page.
- La présentation des références doit suivre les conventions bibliographiques. Il est recommandé d'utiliser les modèles {{Ouvrage}}, {{Chapitre}}, {{Article}}, {{Lien web}} et/ou {{Bibliographie}}. Le mode d'édition visuel peut mettre en forme automatiquement les références.
- Insérer une infobox (cadre d'informations à droite) n'est pas obligatoire pour parachever la mise en page.

Pour une aide détaillée, merci de consulter Aide:Wikification.
Si vous pensez que ces points ont été résolus, vous pouvez retirer ce bandeau et améliorer la mise en forme d'un autre article.

## Début
Vila Chã est une localité du Portugal, chef-lieu de la paroisse de Vila Chã dans la municipalité d'Esposende. La paroisse a une superficie de 8,5 km² et comptait 1 255 habitants selon le recensement de 2021, ce qui donne une densité de population de 147,6 hab./km².

## Population
| Population du village de Vila Chã (1864 – 2011) | Population du village de Vila Chã (1864 – 2011) | Population du village de Vila Chã (1864 – 2011) | Population du village de Vila Chã (1864 – 2011) | Population du village de Vila Chã (1864 – 2011) | Population du village de Vila Chã (1864 – 2011) | Population du village de Vila Chã (1864 – 2011) | Population du village de Vila Chã (1864 – 2011) | Population du village de Vila Chã (1864 – 2011) | Population du village de Vila Chã (1864 – 2011) | Population du village de Vila Chã (1864 – 2011) | Population du village de Vila Chã (1864 – 2011) | Population du village de Vila Chã (1864 – 2011) | Population du village de Vila Chã (1864 – 2011) | Population du village de Vila Chã (1864 – 2011) |
| ----------------------------------------------- | ----------------------------------------------- | ----------------------------------------------- | ----------------------------------------------- | ----------------------------------------------- | ----------------------------------------------- | ----------------------------------------------- | ----------------------------------------------- | ----------------------------------------------- | ----------------------------------------------- | ----------------------------------------------- | ----------------------------------------------- | ----------------------------------------------- | ----------------------------------------------- | ----------------------------------------------- |
| 1864                                            | 1878                                            | 1890                                            | 1900                                            | 1911                                            | 1920                                            | 1930                                            | 1940                                            | 1950                                            | 1960                                            | 1970                                            | 1981                                            | 1991                                            | 2001                                            | 2011                                            |
| 629                                             | 687                                             | 703                                             | 726                                             | 704                                             | 729                                             | 860                                             | 872                                             | 1 045                                           | 1 074                                           | 1 222                                           | 1 650                                           | 1 291                                           | 1 410                                           | 1 419                                           |
| 2021                                            |                                                 |                                                 |                                                 |                                                 |                                                 |                                                 |                                                 |                                                 |                                                 |                                                 |                                                 |                                                 |                                                 |                                                 |
| 1 255                                           |                                                 |                                                 |                                                 |                                                 |                                                 |                                                 |                                                 |                                                 |                                                 |                                                 |                                                 |                                                 |                                                 |                                                 |

| Répartition de la population par groupe d'âge | Répartition de la population par groupe d'âge | Répartition de la population par groupe d'âge | Répartition de la population par groupe d'âge | Répartition de la population par groupe d'âge |
| --------------------------------------------- | --------------------------------------------- | --------------------------------------------- | --------------------------------------------- | --------------------------------------------- |
| Année                                         | 0-14 Ans                                      | 15-24 Ans                                     | 25-64 Ans                                     | + de 65 ans                                   |
| 2001                                          | 289                                           | 255                                           | 670                                           | 196                                           |
| 2011                                          | 226                                           | 198                                           | 767                                           | 228                                           |
| 2021                                          | 157                                           | 134                                           | 699                                           | 265                                           |

## Patrimoine
- Castro de São Lourenço
- Anta da Portelagem e Mamoas do Rápido

## Immigration
Une grande partie de la population de la paroisse a émigré vers des pays européens et d'autres continents à la recherche d'une vie meilleure. Le plus grand nombre est basé en France (en particulier en Corse et à Strasbourg), mais beaucoup sont dispersés en Belgique, en Allemagne, au Canada, aux Antilles, au Brésil et en Suède. En été, les émigrants reviennent pour rendre visite à leur famille et à leurs amis et pour célébrer São Lourenço.